# Yerupajá
Yerupaja je planina u planinskom lancu Huayhuash u zapadnom središnjem Peruu, dijelu Anda. Sa 6.635 metara (drugi izvori: 6.617 m) druga je najviša u Peruu i najviša u planinskom lancu Huayhuash i ujedno najviša točka u slivu rijeke Amazone. 
Vrh su osvojili 1950. Max Maxwell i Dave Harrah, a njegov sjeverni vrh (Yerupajá Norte) 1968. godine Wellingtonian Roger Bates i Graeme Dingle.
Bilo je samo nekoliko uspješnih osvajanja jer je za uspon jedan od najtežih na Andama. Najpopularnija ruta je po jugozapadnoj strani. Pristupa se obično iz Huaraza prema jugu, preko Chiquiána i Jahuacocha.